# Musicor Records
Musicor Records war ein US-amerikanisches Musiklabel, das in New York City ansässig war. Es war auf dem Sektor der Unterhaltungsmusik tätig und produzierte von 1960 bis 1978.

## Geschichte
1960 wurde Musicor vom Schlagerkomponisten Aaron Schroeder in New York gegründet. Schroeder war bisher vor allem durch seine Komposition des Elvis-Presley-Erfolges I Got Stung bekannt geworden. An Musicor hielt er 50 Prozent, die andere Hälfte war im Besitz der Plattenfirma United Artists, die in den ersten Jahren auch den Vertrieb der Musicor-Platten übernahm. 1964 wurden der United-Artists-Manager Art Talmadge und der Schallplattenproduzent Harold Daily Teilhaber bei Musicor. Sie gründeten ihre eigene Vertriebsfirma Talmadge Production, die künftig die Musicor-Platten vermarktete. Ab 1972 gingen die Erfolge bei Musicor zurück. Bereits 1971 hatte Countrystar George Jones die Firma verlassen, 1973 schied Gene Pitney, der erfolgreichste Musicor-Star aus. 1975 wurde die Schallplattenproduktion bei Musicor unterbrochen. 1976 erwarb Springboard International aus Los Angeles das Label. Es wurden nur noch wenige Singles produziert, bis 1978 erschien aber noch eine Reihe von Langspielplatten. Im Laufe des Jahres 1978 verschwand das Label Musicor endgültig vom Markt.
Innerhalb von 19 Jahren veröffentlichten fast 200 Interpreten Schallplatten unter dem Label Musicor. Die meisten Singles wurden mit Gene Pitney produziert, er brachte es auf 50 Veröffentlichungen. Ihm folgte Georges Jones mit 32 Singles. Beide stehen auch in der Erfolgsbilanz an der Spitze der Singletitel. Bei den Hot 100 des US-Musikmagazins Billbord brachte es Gene Pitney auf 23 Platzierungen. Unter ihnen war der Titel Only Love Can Break a Heart, der mit Platz zwei zum größten Erfolg der Musico-Singles wurde. Für die Sparte Country & Western sorgte George Jones für die besten Verkaufszahlen. In den CW-Charts taucht er mit Musicor-Singles 17 Mal auf, darunter der Nummer-eins-Titel Walk Through This World with Me von 1967.

Single-Etikett 1962–1965

Die Single-Etiketten von Musicor wechselten im Laufe der Jahre mehrfach, meistens nach dem Wechsel der Eigentümer. 1960 begann man mit grauem Grund und einen oberen mehrfarbigen Zweidrittelrand, der den weißen Firmenschriftzug in Großbuchstaben enthielt. Ab August 1961 wurde der Grund hellbraun, der obere Rand wurde auf ein Viertel verkürzt, der Schriftzug war nun rot. Im Juli 1962 erschien das Etikett ganz in Schwarz, Musicor wurde jetzt linear geschrieben, darunter der Zusatz „Records“ in kleinerer Schrift. Bis März 1965 trugen die Etiketten am unteren Rand den Aufdruck „Distributed by United Artists Records“, der anschließend in „Musicor Records, a Division of Talmadge Productions“ geändert wurde. Ende 1966 / Anfang 1967 verschwand der Hinweis auf Talmadge kurzzeitig, um danach bis 1971 wieder zurückzukehren. Von Mitte 1971 bis Oktober 1972 wurde am unteren Rand wieder nur auf Musicor hingewiesen. Danach änderte sich die Grundfarbe in Hellbraun, das Firmenlogo rückte an den linken Rand. Unten wurden neben dem Firmennamen das Erscheinungsjahr angegeben, und „Talmadge Productions“ erneut hinzugesetzt. Die letzten Musicor-Etiketten tauchten 1976 mit dem Vertriebshinweis „A Product Of Springboard International“ auf. Die Grundfarbe ging von Gelb oben auf Grün unten über. Das Firmenlogo erschien nun als blau umrandete Ellipse. Die Katalog-Nummern begannen 1960 mit 1001 und wurden fortlaufend weitergeführt bis 1505 im Jahr 1974. Springboard verwendete 1977 Katalog-Nummern ab 6301.

## Interpreten mit den meisten Singles
- Gene Pitney (50)
- George Jones (32)
- Tito Rodríguez (22)
- Melba Montgomery (14)
- The Platters (13)
- Floyd Tillman (9)
- Benny Barnes (8)
- Bobby Lee (7)
- Judy Lynn (8)
- Lowell Knipp (6)
- Hot Butter (5)
- Connie Hall (5)

## Titel in den Hot 100
| Eintritt | Titel                            | Interpreten       | Katalog-Nr. | Platz |
| -------- | -------------------------------- | ----------------- | ----------- | ----- |
| 01/1961  | (I Wanna) Love My Life Away      | Gene Pitney       | 1002        | 39.   |
| 08/1961  | Every Breath I Take              | Gene Pitney       | 1011        | 42.   |
| 10/1961  | Town Without Pity                | Gene Pitney       | 1009        | 13.   |
| 10/1961  | Your Ma Said You Cried           | Kenny Dino        | 1013        | 24.   |
| 04/1962  | The Man Who Shot Liberty Valance | Gene Pitney       | 1020        | 04.   |
| 09/1962  | Only Love Can Break a Heart      | Gene Pitney       | 1022        | 02.   |
| 09/1962  | If I Didn't Have a Dime          | Gene Pitney       | 1022        | 58.   |
| 12/1962  | Half Heaven - Half Heartache     | Gene Pitney       | 1026        | 12.   |
| 03/1963  | Mecca                            | Gene Pitney       | 1028        | 12.   |
| 07/1963  | True Love Never Runs Smooth      | Gene Pitney       | 1032        | 17.   |
| 10/1963  | Twenty Four Hours from Tulsa     | Gene Pitney       | 1034        | 17.   |
| 01/1964  | That Girl Belongs to Yesterday   | Gene Pitney       | 1036        | 49.   |
| 05/1964  | Yesterday's Hero                 | Gene Pitney       | 1038        | 64.   |
| 07/1964  | It Hurts to Be in Love           | Gene Pitney       | 1040        | 07.   |
| 10/1964  | I'm Gonna Be Strong              | Gene Pitney       | 1045        | 09.   |
| 02/1965  | I Must Be Seeing Things          | Gene Pitney       | 1070        | 31.   |
| 05/1965  | Last Chance to Turn Around       | Gene Pitney       | 1093        | 13.   |
| 06/1965  | Looking Through the Eyes of Love | Gene Pitney       | 1103        | 28.   |
| 11/1965  | Princess in Rags                 | Gene Pitney       | 1130        | 37.   |
| 02/1966  | Backstage                        | Gene Pitney       | 1171        | 25.   |
| 04/1966  | I Love You 1000 Times            | The Platters      | 1166        | 31.   |
| 11/1966  | Just One Smile                   | Gene Pitney       | 1219        | 64.   |
| 12/1966  | I'll Be Home                     | The Platters      | 1211        | 97.   |
| 02/1967  | With This Ring                   | The Platters      | 1229        | 14.   |
| 07/1967  | Washed Ashore                    | The Platters      | 1251        | 56.   |
| 10/1967  | Sweet, Sweet Lovin'              | The Platters      | 1275        | 70.   |
| 05/1968  | She's a Heartbreaker             | Gene Pitney       | 1306        | 16.   |
| 11/1968  | Billy You're My Friend           | Gene Pitney       | 1331        | 92.   |
| 01/1970  | Jennifer Tomkins                 | The Street People | 1365        | 36.   |
| 01/1970  | She Lets Her Hair Down           | Gene Pitney       | 1384        | 89.   |
| 07/1972  | Popcorn                          | Hot Butter        | 1458        | 09.   |

## Langspielplatten (Auswahl)
| Interpreten                     | Titel                               | Katalog-Nr. | Jahr | Top 200/ C&W* |
| ------------------------------- | ----------------------------------- | ----------- | ---- | ------------- |
| Gene Pitney                     | Only Love Can Break a Heart         | 3003        | 1962 | 48.           |
| Gene Pitney                     | Sings World Wide Winners            | 3005        | 1963 | 41.           |
| Gene Pitney                     | It Hurts to Be in Love              | 3019        | 1964 | 42.           |
| George Jones & Gene Pitney      | For the First Time: Two Great Stars | 3044        | 1964 | 3.*           |
| George Jones                    | Love Bug                            | 3088        | 1966 | 7.*           |
| George Jones                    | I'm A People                        | 3099        | 1966 | 1.*           |
| George Jones                    | We Found Heaven Right Here On Earth | 3106        | 1966 | 3.*           |
| George Jones & Melba Montgomery | Boy Meets Girl                      | 3127        | 1967 | 37.*          |
| George Jones                    | I'll Share My World With You        | 3177        | 1970 | 5.*           |
| George Jones                    | The Best of George Jones            | 3191        | 1970 | 10.*          |
| George Jones                    | With Love                           | 3194        | 1970 | 9.*           |
| George Jones                    | Sings the Great Songs of Leon Payne | 3204        | 1971 | 26.           |
| Hot Butter                      | Popcorn                             | 3242        | 1972 | 137.          |
| Dionne Warwick                  | Only Love Can Break a Heart         | 2501        | 1977 | 188.          |